# A Festa de Margarette
A Festa de Margarette é um filme de comédia brasileiro de 2003, dirigido por Renato Falcão. Estrelado por Hique Gomez e Ilana Kaplan como Margarette, o filme não possui diálogos e foi filmado em preto e branco.
O filme estreou no  Havana Film Festival em Nova Iorque e logo foi adquirido pelo Global-Lens Initiative em parceria com o MoMa, instituição da qual integra o acervo.
Festival Internacional de Cinema de Roterdão em 24 de janeiro de 2003 e foi lançado no Brasil a partir de 21 de fevereiro de 2003. Com uma estética diferente do comum no cinema moderno, o filme foi bem recebido pela crítica especializada, embora não tenha sido um sucesso comercial.

## Sinopse
Pedro (Hique Gomez) tem o sonho de realizar uma festa de aniversário grandiosa para sua esposa, Margarette (Ilana Kaplan). Não importa as adversidades que ele enfreta, como a distância de sua casa da cidade, o aviso de desemprego, a falta de dinheiro. Nada é suficiente para barrar seu sonho. Mesmo quando parece impossível realizá-lo, Pedro passa a usar da fantasia para alcançar o intransponível.

## Elenco
- Ilana Kaplan como Margarette
- Hique Gomez como Pedro
- Carmem Silva como avó de Margarette
- Isis Medeiros
- Pedro Gil
- Artur Pinto
- Dimitri Sanchez
- Leonardo Lantini
- Régius Bandrão
- Fernanda Carvalho Leite
- Jefferson Rachewsky

## Produção
A Festa de Margarette é o primeiro longa-metragem dirigido por Renato Falcão. Foi todo produzido com um orçamento de R$ 100 mil. Ao longo de seus 90 minutos de duração, o filme não apresenta nenhum diálogo entre os personagens, sendo o tom da cena ditado pela trilha sonora que foi composta por Hique Gomez ao longo de um ano. As filmagens são em preto e branco. Foi rodado em Porto Alegre, no Rio Grande do Sul.

## Lançamento
O filme teve sua estreia mundial no Havana Film Festival em NY. Logo foi adquirido pelo Global-Lens Initiative em parceria com o MoMa do qual faz parte do acervo, e fez o lançamento em DVD nos EUA. Janeiro de 2003 Festival Internacional de Cinema de Roterdão,  na Holanda. Foi lançado nos cinemas a partir de 21 de fevereiro de 2003 com sessões limitadas apenas em São Paulo, Porto Alegre e Rio de Janeiro. Em seguida, ainda em 2003, voltou a participar de festivais em diversos países, como Paris Film Festival, na França; premio da FIPRESCI , Motovun Film Festival, 2003. Nominated for Jury Award for Best Narrative Feature, Tribeca Film Festival ; Toronto International Film Festival, no Canadá; e Athens Film Festival, na Grécia. Em 2004 participou do Portland International Film Festival, nos Estados Unidos, e do Toulouse Latin America Film Festival na França.
A partir de 28 de abril de 2006, A Festa de Margarette voltou a ser lançado comercialmente com sessões em salas de cinemas do Rio de Janeiro.

## Recepção

### Recepção da crítica
O filme foi bem recebido pela crítica especializada que, no geral, avaliaram positivamente a mensagem complexa do filme e a estética de filme dos anos 20 que a produção traz. Entre os usuários do site IMDb, o filme detém uma média de 7,1 / 10 com base em 91 avaliações.
Em crítica ao site Omelete, Marcelo Hessel escreveu: "Conforme a produção entra nos seus devaneios oníricos (o ponto mais alto da narrativa), a fotografia em P&B faz valer sua importância - e captura o público pelo espetáculo visual. O final memorável, um plano-sequência em câmera lenta, impacta pelo clima ao mesmo tempo alegre e desolador e não seria o mesmo sem escolhas técnicas tão arriscadas. E compensadoras."

### Prêmios e indicações
No Prêmio Guarani de Cinema Brasileiro de 2003, o filme recebeu quatro indicações: melhor roteiro original, melhor figurino, melhor fotografia e melhor maquiagem. FIPRESCI Prize, Motovun Film Festival, 2003. Nominated for Jury Award for Best Narrative Feature, Tribeca Film Festival , porém não se saiu vencedor. Ganhou no Festival de Brasília de 2003 o Troféu Candango de Melhor Direção de Arte (Rodrigo Lopez) e também ganhou um prêmio especial do júri melhor diretor Renato Falcão. No Cine Ceará foi premiado na categoria Melhor Trilha Sonora para Hique Gomez.